# Biesiednoje (obwód wołogodzki)
Biesiednoje (ros. Беседное) – wieś w Rosji, w rejonie wołogodzkim obwodu wołogodzkiego. W 2010 r. liczyła 5 mieszkańców.